# Hacienda El Tanque

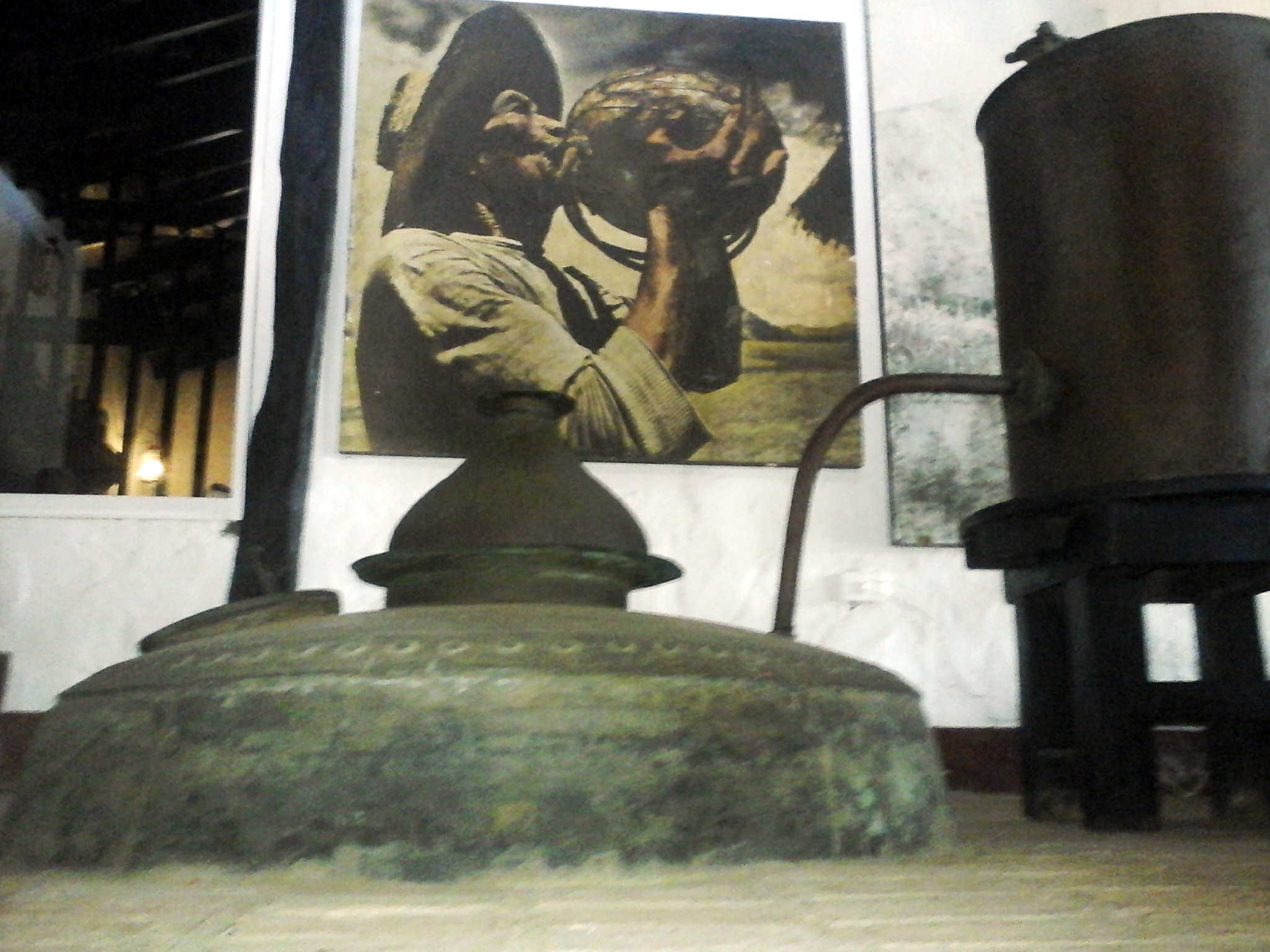
Interior de la hacienda.

La Hacienda El Tanque es una hacienda y alambique histórico de destilación de aguardiente y ron en el valle de Pedro González, Isla de Margarita, Venezuela. Su fundación data de 1880, y conserva el alambique techado y la arquitectura original de la época. Esta listado por el historiador margariteño Luis Marcano Boada, cronista de la Asunción, como uno de los 25 alambiques originales de destilación de aguardiente en Margarita, entre los que se encontraban la Destilería Altagracia, La Estancia, Cruz Grande, entre otras.

## Ubicación
La hacienda está localizada en un área altamente fértil y rica en agua de la isla en el Valle de Pedro González, con un manantial de agua fresca que surge del macizo montañoso que incluye al Cerro Tragaplata, y cultivos de tomate margariteño y ají margariteño, el cual busca actualmente la denominación de origen.

## Tradición cultural
La hacienda ha sido a lo largo de los años un sitio de concentración y reunión de la música oriental venezolana, especialmente en los años 1990. En ella se han celebrado galerones, velorios de Cruz de Mayo y homenajes a la Virgen del Valle, por parte de intérpretes reconocidos de la música oriental margariteña, tal como uno de los principales compositores y cuatristas del folklore margariteño, José Ramón Villaroel, "El Huracán del Caribe".